# Coffea ligustroides
Coffea ligustroides är en måreväxtart som beskrevs av Spencer Le Marchant Moore. Coffea ligustroides ingår i släktet Coffea och familjen måreväxter. Inga underarter finns listade i Catalogue of Life.